# Шестеровка
Шестеровка (укр. Шестерівка), село,
Червоноармейский Первый сельский совет,
Волчанский район,
Харьковская область, Украина.
Код КОАТУУ — 6321688710. Население по переписи 2001 года составляет 12 (7/5 м/ж) человек.

## Географическое положение
Село Шестеровка находится в балке Земляной Яр, по которой протекает безымянная река, которая через 2 км впадает в реку Польная, на реке большая запруда (~15 га), ниже по течению примыкает село Лосевка.

## История
- 1670 — дата основания.